# Relazioni bilaterali tra Comore e Corea del Nord
Le relazioni tra Comore e Corea del Nord si riferiscono al rapporto attuale e storico tra le Comore e la Repubblica Popolare Democratica di Corea (RPDC), comunemente come Corea del Nord. Nessuna delle due nazioni mantiene un'ambasciata nelle rispettive capitali. In precedenza la Corea del Nord aveva un ambasciatore di stanza a Moroni.